# Harry Parker (Baseballspieler)
Harry William Parker (* 14. September 1947 in Highland, Illinois; † 28. Mai 2012 in Richmond, Virginia) war ein US-amerikanischer Baseballspieler in der Major League Baseball (MLB) auf der Position des Pitchers.

## Karriere
Parker besuchte die Collinsville High School und die University of Tulsa. Er wurde als 13. Pick in der 4. Runde des Amateur Drafts im Juni 1965 von den St. Louis Cardinals ausgewählt. Sein MLB-Debüt gab Parker am 8. August 1970 für die Cardinals, für die er bis 1971 spielte.
Für die Saison 1973 warben ihn die New York Mets an. Dieses Jahr war gleichzeitig Parkers erfolgreichstes in seiner Karriere. Er kam auf 8 Wins, 4 Losses, eine Earned Run Average (ERA) von 3,35 bei 63 Strikeouts in 96 2/3 Innings. Sein letztes Spiel für die Mets gab Parker am 30. Juli 1975.
1976 spielte er für die Cleveland Indians, wurde jedoch nur für insgesamt sieben Innings in drei Spielen eingesetzt.
Seine Minor-League-Statistiken zwischen 1965 und 1973 belaufen sich auf 69 Wins, 54 Losses und eine ERA von 3,31.